# Kasmírgyapjú

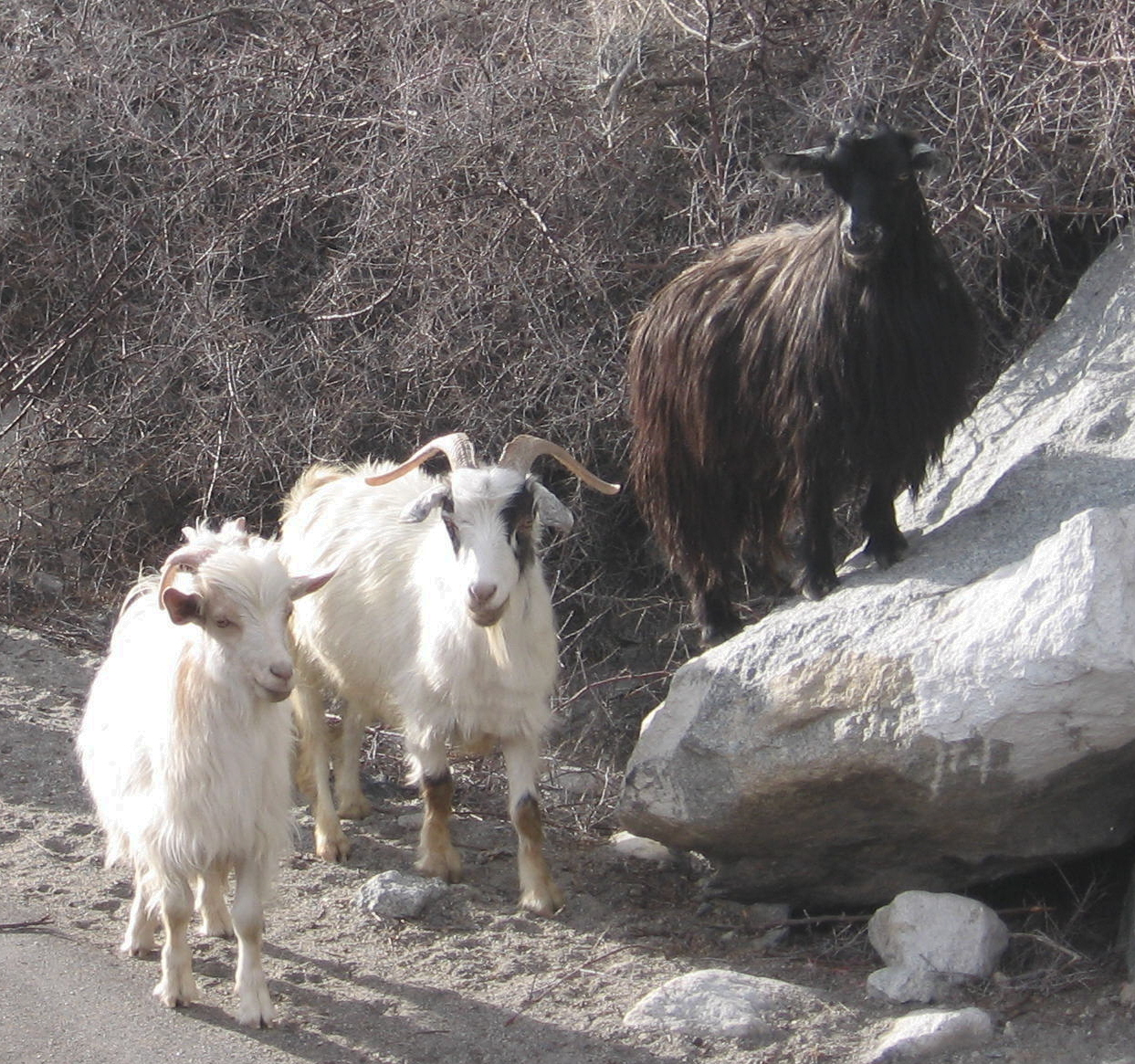
Kasmírkecske

A kasmírgyapjú állati eredetű szálasanyag, amelyet a kasmírkecske pehelyszőréből nyernek, és a speciális gyapjak közt tartanak számon. Olykor helytelenül kasmírnak nevezik a különlegesen puha juhgyapjút is, de valódi kasmírgyapjú csakis a kasmírkecske szőréből készül.

## A kasmírkecske
A kasmírkecske őshazája Tibet, de Mongóliában, Kínában, Indiában, Iránban, Irakban, Közép-Ázsiában is él. Nevét a Kasmírban készített híres sálakról kapta. Háziállat, hegyvidéken 3000‑5000 méter magasságokban él. Bundája kevert jellegű, durva felszőrből és rendkívül finom pehelyszőrből áll, ez az utóbbi az értékes nyersanyag. Pehelyszőrét és felsőszőrének egy részét nyár elején vedléssel elveszíti. Ilyenkor az állat szőrét kézzel (tépéssel, fésüléssel) távolítják el és a bundáról ledörzsölt és a bokrokra, fákra tapadt szőrt is összegyűjtik. Az iráni kasmírt nyírással nyerik. Egy állat évi hozama kb. 500 g szőr, ebből 100–150 g az értékes pehelyszőr. Egy pulóver elkészítéséhez 4–6 kecske gyapjára van szükség, míg egy kabáthoz 30–40 kecske gyapja kell.

## A kasmírgyapjú
A kasmírkecske külső fedőszőrzete durva szálú és 4–20 cm hosszú, átmérője 30–50 μm. Az alsó pehelyszőrzetet alkotó puha, finom szálak (ezeket nevezik általában kasmírnak) 2,5–9 cm hosszúak, vastagságuk 14–20 μm. (A kínai és a mongol kasmírkecske gyapjának átmérője 14,5–17,5 μm között változik, az iráni kecskéé 17,5–19,5 μm.) A kasmírszál mikroszkópi képe a juhgyapjúéhoz hasonlít, de míg a juhgyapjún 100 μm-en 10–12 pikkely van, addig a kasmírgyapjú-szálon csak 6–7. A pikkelyek kevésbé kivehetők, mint a juhgyapjún, de jobban mint az angórán; a kéreg sávozott és több-kevesebb pigmentet tartalmaz, amely meghatározza a gyapjú színét; a szálakban nincs jól megkülönböztethető medulla (belső üreg).
A kasmírgyapjút a szín alapján kézzel osztályozzák.  A szál színe legtöbbször szürke vagy sötétbarna, de a fehér és a fekete között sok más színárnyalat is előfordul. Feldolgozás előtt a felszőrt és a pehelyszőrt részben kézzel, részben kártoló és fésülő eljárások kombinációjával szétválasztják. (A felszőr eltávolítása igen fontos, mert a kész ruhadarabba kerülve bőrirritációt okozhat és ezen kívül a fonal lágyságát is ronthatja.) A feldolgozás során a gyapjú mennyisége mintegy a felére csökken. A gyapjúban maradó durva szálak mennyisége döntően meghatározza a gyapjú árát; a legdrágább az a gyapjú, amelyben a legkevesebb durva szőr maradt. A minőségi kasmírgyapjúban kevesebb mint 5% a durva szál, de első osztályúnak az 1%-nál kevesebb durva szálat tartalmazó kasmírpulóver számít. A szálak átmérője a legjobb minőségű juhgyapjúéval vetekszik. (A legfinomabb juhgyapjú-szál átmérője 16 μm körül van.)

## Kasmírsál

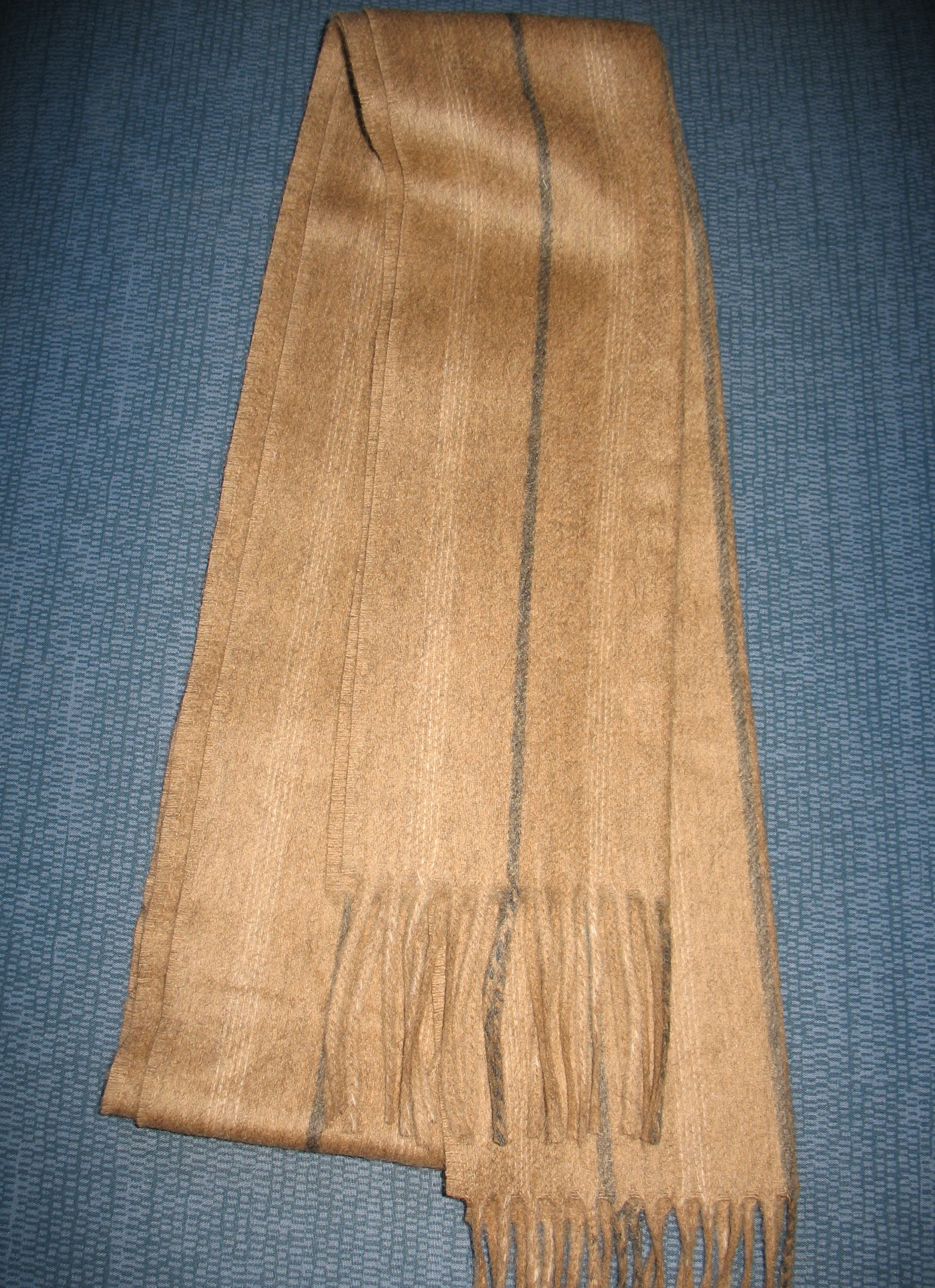
Kasmírsál

Az Ázsia némely részein pasm vagy pasmina néven ismert gyapjú az indiai Kasmírból származó gyönyörű sálak és hasonló termékek révén vált ismertté. A kasmírsálak a 19. század elején voltak a legkeresettebbek. Az Angliában, Franciaországban és a skóciai Paisleyben készült termékek az eredeti kasmírkendőket utánozták.
A kasmír a gyapjúsálak Kasmírban szőtt típusa. A hagyomány szerint Zajnul-Ábidín, Kasmír egyik XV. századi uralkodója vetette meg az ipar alapját turkesztáni takácsok betelepítésével. Bár némely feljegyzések már a Kr. e. III. és a Kr. u. XI. században is említést tesznek gyapjúsálakról, csak a XVI. században fordul elő kifejezetten a kasmíriakra való utalás.
A legkorábbi darabok minta nélküliek, a szegélyt díszítő szalag fő motívumai pedig a nagy virágos ágak, virágvázák és fenyőtobozok. A kasmírkendőket részben vagy egészben pasmból, vagyis kecskeszőrből szőtték. A sálakat a XIX. században aszerint osztályozták, hogy házi vagy vadkecske szőréből készültek-e. Az előbbiek neve pasm sála, az utóbbiaké aszlí tús volt. Erre az időre a kasmírsálak Európában is divatba jöttek. A külföldi ízlésnek megfelelően a hagyományos mintákat a külföldi kereskedőktől valókkal helyettesítették, ill. azokhoz igazították. Franciaországban és Nagy-Britanniában gépi iparággá vált a kasmírsálszövés. A gyártás egyik legfontosabb központja a skóciai Paisley volt. Ez az olcsón előállított termék az eredeti kasmír erős versenytársává lett, s arra kényszerítette a kasmíri takácsokat, hogy minőségi engedményeket tegyenek, és a paisleyi mintákat másolják. 1870-re a kézi kasmírkészítés így is kis híján megszűnt. A 20. század közepén az indiai kormány nagy erőfeszítéseket tett az iparág feltámasztására.